# モンテモーナコ
モンテモーナコ（伊: Montemonaco）は、イタリア共和国マルケ州アスコリ・ピチェーノ県にある、人口約500人の基礎自治体（コムーネ）。

## 地理

### 位置・広がり
アスコリ・ピチェーノ県のコムーネ。県都アスコリ・ピチェーノから西北西へ20kmの距離にある。

#### 隣接コムーネ
隣接するコムーネは以下の通り。括弧内のMCはマチェラータ県、FMはフェルモ県、PGはペルージャ県所属を示す。
- アルクアータ・デル・トロント
- カステルサンタンジェロ・スル・ネーラ (MC)
- コムナンツァ
- モンテフォルティーノ (FM)
- モンテガッロ
- ノルチャ (PG)

### 気候分類・地震分類
モンテモーナコにおけるイタリアの気候分類 (it) および度日は、zona E, 2757 GGである。
また、イタリアの地震リスク階級 (it) では、zona 2 (sismicità media) に分類される。

## 行政

### 分離集落
モンテモーナコには、以下の分離集落（フラツィオーネ）がある。
- Accettò, Altino, Ariconi, Cerqueto, Cese, Cittadella, Colleregnone, Collina, Contà, Ferrà, Foce, Icona, Isola San Biagio, Lanciatoio, Le Castagne, Le Vigne, Monteperticone, Pescolle, Pignotti, Poggio di pietra, Rascio, Rivo Rosso, Rocca, Rocca da capo, Ropaga, San Giorgio all'Isola, San Lorenzo, Tofe, Vallefiume, Vallegrascia